# Seznam trestních zákonů v Česku
Toto je seznam trestních zákonů v Česku:
neplatné
- Koldínův zákoník
- Obnovené zřízení zemské (1627)
- Constitutio criminalis Josephina, zkráceně Josefina (1707)
- Constitutio criminalis Theresiana, zkráceně Theresiana (1768)
- Všeobecný zákoník o zločinech a trestech na ně (1787)
- Zákoník o zločinech a těžkých policejních přestupcích (1803)
- zákon č. 117/1852 ř. z. (velká novela trestního zákona z roku 1803)
- zákon č. 96/1854 ř. z. – „výpraskový patent“
- zákon č. 50/1923 Sb., na ochranu republiky
- některé Benešovy dekrety
- zákon č. 231/1948 Sb., na ochranu lidově demokratické republiky
- zákon č. 86/1950 Sb., trestní zákon
- zákon č. 165/1950 Sb., na ochranu míru
- zákon č. 140/1961 Sb., trestní zákon

platné
- zákon č. 218/2003 Sb., o odpovědnosti mládeže za protiprávní činy a o soudnictví ve věcech mládeže a o změně některých zákonů (zákon o soudnictví ve věcech mládeže)
- zákon č. 40/2009 Sb., trestní zákoník
- zákon č. 418/2011 Sb., o trestní odpovědnosti právnických osob a řízení proti nim